# All 4 Nothing
All 4 Nothing è il secondo album in studio del cantante statunitense Lauv, pubblicato nel 2022.

## Tracce
1. 26 – 2:39
2. Stranger – 2:43
3. Kids Are Born Stars – 3:00
4. Molly in Mexico – 3:00
5. All 4 Nothing (I'm So in Love) (con Minnie) – 3:02
6. Stay Together – 2:20
7. Summer Nights – 2:36
8. Time After Time – 2:27
9. Hey Ari – 2:47
10. Better Than This – 3:32
11. Bad Trip – 2:46
12. I (Don't) Have a Problem – 2:27
13. First Grade – 3:40

- Tracce Bonus Target / HMV [1]

1. Forever – 2:43

## Classifiche
| Classifica (2022) | Posizione raggiunta |
| ----------------- | ------------------- |
| Stati Uniti       | 82                  |